# 九龍石

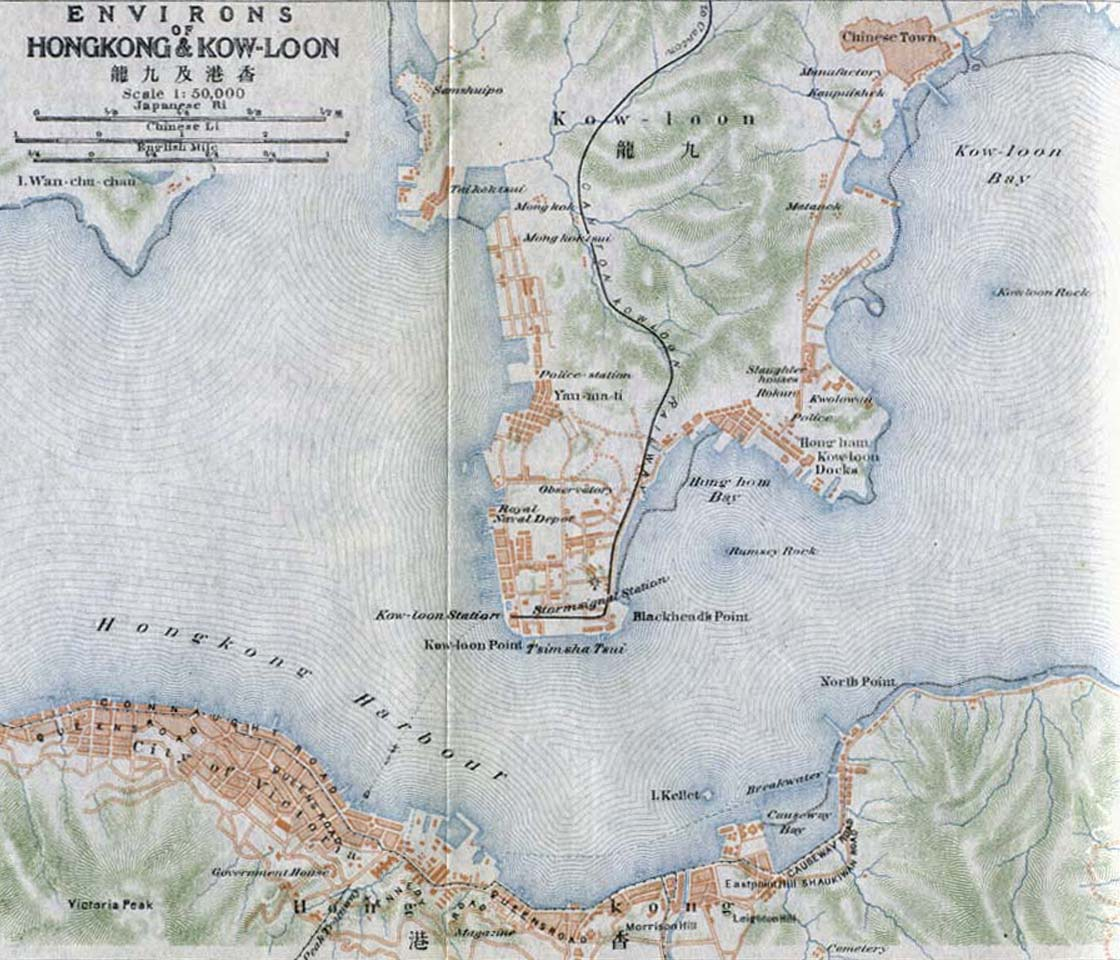
一份在1915年出版的地圖標示了九龍石的位置。

九龍石（英語：Kowloon Rock）是一座位於香港九龍灣中的島嶼，接近啟德發展區，地區行政上屬於九龍城區。
在1997年前，九龍石一直在英国海军部的海圖中被標示為礁石。直到1997年，九龍石在首份由香港所製的海圖中終獲認證為島嶼。
自從海心島在1964年與土瓜灣因填海工程而連陸後，九龍石為九龍灣水域中唯一的一個島嶼。
截至2024年，島嶼上惟一的建築物為一座孤立危險物標誌。

## 外部連結
- 九龍石圖片 （页面存档备份，存于）

22°18′59.16″N 114°11′55.92″E / 22.3164333°N 114.1988667°E